# Hotel de hielo

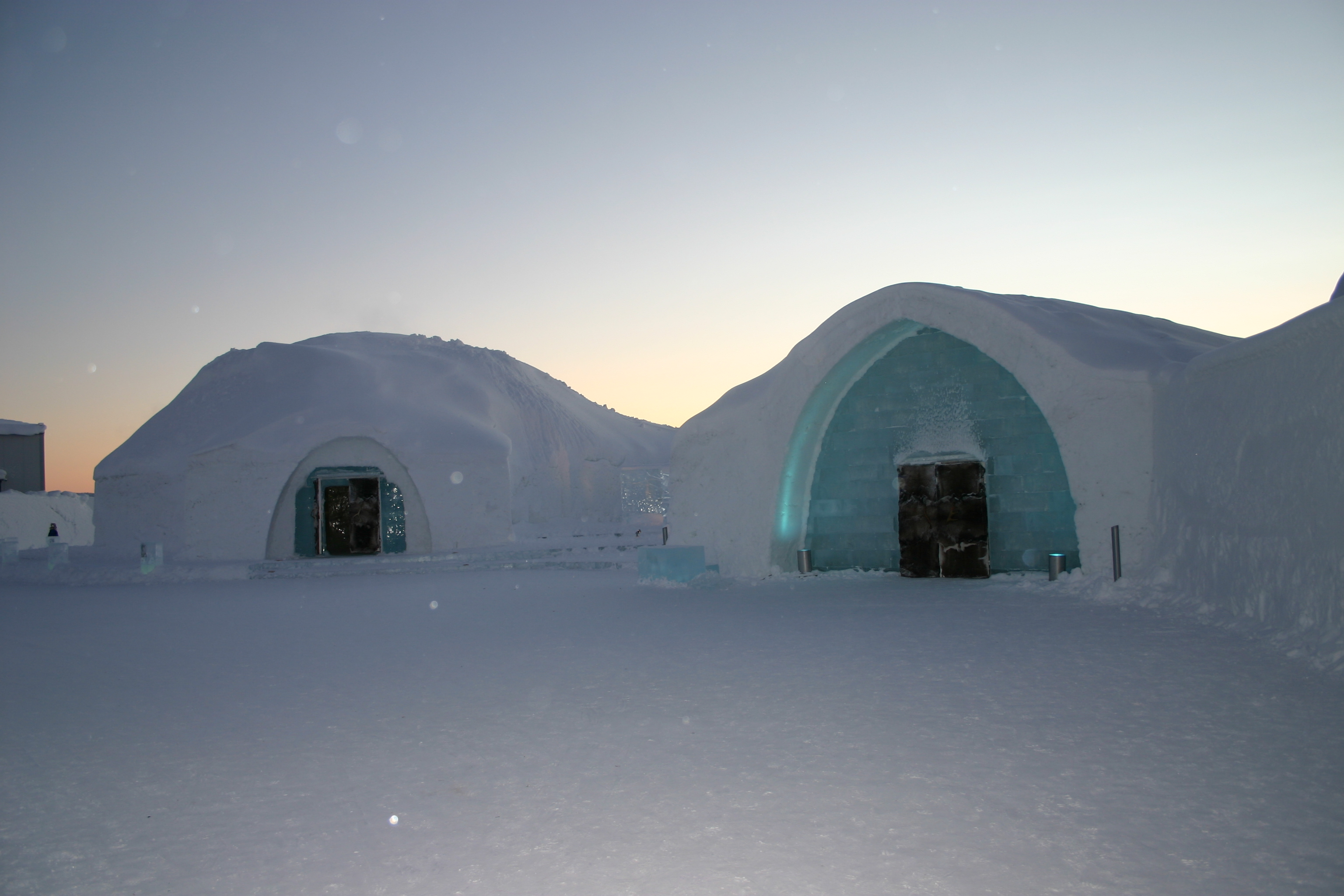
Imagen de un hotel de hielo.

El Hotel de Hielo de Suecia se localiza en Jukkasjärvi, cerca del círculo polar ártico. Su primera construcción fue en 1989 después de que se hiciera una exhibición del arte de hielo la cual tuvo mucho éxito, se realizó en un iglú sobre el río Torne y el creador de este hotel vio la gran acogida que tenía entre el público la idea de dormir en un iglú.
Por haber sido concebido partiendo de la idea de una exhibición de arte de hielo, cada año un artista diferente realiza el diseño de este hotel.[cita requerida]

## Arquitectura y diseño
El original hotel de hielo tiene una extensión de 4.000 m² .
Para que la construcción de este hotel de hielo o Ice Hotel sea posible, se necesita disponer principalmente del hielo. El hielo es obtenido del río Torne que se congela todos los años, y que permanece cubierto por una capa de un metro de hielo durante la mayor parte del año. Muchos arquitectos, artistas y diseñadores[¿quién?] la utilizan como fuente para poder hacer sus obras. El agua es muy limpia y produce un cristal claro y transparente.
El hotel consta de:
- una iglesia de madera, la más antigua de la zona, construida en 1606
- un museo de los objetos de la vida de los Saami, una nación de la región
- un sauna de hielo
- un cine
- las habitaciones
- un único bar llamado Absolut Ice Bar. Este bar tan peculiar tiene unas columnas que llevan congeladas desde 1994 que sostiene una barra, donde se sirven bebidas en vasos de hielo.

Las habitaciones están iluminadas por lámparas de aceite y débiles rayos de sol ártico. Los ruidos son casi inexistentes, ya que las gruesas y firmes paredes de nieve hacen que los sonidos se escuchen diferentes.[cita requerida] El hotel ofrece un servicio de ayuda, como un curso y da consejos para poder dormir a tan bajas temperaturas. Las camas estas cubiertas por pieles y sacos polares de dormir.

## Turistas
Volviendo atrás, aproximadamente en los años 70, era una zona de turismo donde se realizaban actividades en verano como es el balsismo o la pesca de río. Por otro lado, en los meses del año en los que oscurecía y hacía mucho más frío, los habitantes del pueblo o villa tomaban el tiempo para invernar, razón por la cual los turistas eran muy escasos o casi inexistentes.
En los años 80 se construyó un hotel en miniatura, o propiamente dicho, un iglú de 60 m². A partir de entonces la abundancia de turistas que la visitan en invierno se hizo cada vez más habitual, atraídos por el ambiente, el paisaje de nieve y la experiencia de poder dormir en un hotel de hielo.
Jukkäsjarvi en finés significa lago de reunión. Desde hace unos 400 años recibe aproximadamente una media de mil turistas internacionales.[cita requerida]